# Fair trades and farewells
Fair trades and farewells es el segundo EP de la banda estadounidense de screamo, Hot Cross. Este álbum fue lanzado el 8 de junio de 2004, bajo el sello discográfico Level Plane.

## Canciones
1. Prepare/Repair – 2:15
2. Solanka – 3:24
3. Throw collars to the wind – 2:27
4. Better a corpse than a nun – 3:59
5. Two cripples dancing – 1:59
6. Consonants – 2:58